# Peuceptyelus indentatus
Peuceptyelus indentatus is een halfvleugelig insect uit de familie Aphrophoridae. De wetenschappelijke naam van deze soort is voor het eerst geldig gepubliceerd in 1896 door Uhler.